# Timornachtschwalbe
Die Timornachtschwalbe (Caprimulgus ritae) ist eine Vogelart aus der Familie der Nachtschwalben (Caprimulgidae). Ihren wissenschaftlichen Namen hat sie von Rita Bobbin, einer langjährigen Freundin von Ben F. King.
In der Vergangenheit ordnete man die Vögel ähnlichen Arten, wie Philippinen-Nachtschwalbe (Caprimulgus manilensis), Sulawesi-Nachtschwalbe (Caprimulgus celebensis) oder Langschwanz-Nachtschwalbe (Caprimulgus macrurus) zu.

## Vorkommen
Die Timornachtschwalbe kommt in Indonesien und Osttimor auf den Inseln Timor und Wetar vor, die Teil der Timor and Wetar Endemic Bird Area (TWEBA) sind. In Westtimor kennt man die Art von vier, in Osttimor von 17 und in Wetar von fünf Orten. Aus den benachbarten kleineren Inseln Lembata, Atauro und Romang gibt es keine Berichte von Arten des Caprimulgus-macrurus-Komplex.
Ihr Verbreitungsgebiet sind tropische Wälder bis zu einer Meereshöhe von 1500 m (wahrscheinlich meist unter 1000 m). Auf Timor sind die Tiefland- und Gebirgswälder in ihrem Bestand bedroht. Aber auf Wetar, das zu den am wenigsten erschlossenen Inseln Indonesiens gehört, sind noch 95 % der ursprünglichen Vegetation (meist Eukalyptuswälder) erhalten. Die tropischen Wälder erstrecken sich hier in Flussschluchten und an Hängen im Hochland. Allerdings nimmt allgemein der Druck auf die Umwelt durch die Entwicklung zu.

## Systematik
In der Morphologie sind sich die sieben Arten des Caprimulgus-macrurus-Komplex sehr ähnlich, sie unterscheiden sich aber in ihrer Stimme. Zum Komplex gehören die Maharadschanachtschwalbe, Andamanen-Nachtschwalbe, Langschwanz-Nachtschwalbe, Philippinen-Nachtschwalbe, Sulawesi-Nachtschwalbe, Mees-Nachtschwalbe und Timornachtschwalbe.
Ben F. King und Colin R. Trainor fiel es bei Feldforschungen erstmals auf, dass die Territorialrufe der vermeintlichen Langschwanz-Nachtschwalbe sich auf Timor und Wetar von den anderen unterscheiden. Für die Analyse der Unterschiede bei der Timornachtschwalbe sammelten King und Trainor auf Timor und Wetar 23 Aufnahmen von Rufen von Nachtschwalben. Zwei weitere Aufnahmen von Wetar und Osttimor kamen dazu und wurden mit 154 Aufnahmen von Spezien aus dem Caprimulgus-macrurus-Komplex verglichen. Die Timornachtschwalbe kann mindestens 13 artenspezifische Rufe vorweisen.
In naturwissenschaftlichen Sammlungen von Museen existieren nur einige erwachsene Exemplare. Drei stammen von Wetar, eines aus Osttimor. Von je einem Exemplar einer Insel wurde eine Molekulare Phylogenie-Analyse im Vergleich mit einer Mees-Nachtschwalbe, einer Maharadschanachtschwalbe und 29 Langschwanz-Nachtschwalben aus verschiedenen Regionen durchgeführt. Die Gensequenzen zweier weiterer Langschwanz-Nachtschwalben und anderer Nachtschwalbenarten lagen bereits in der Gendatenbank vor. Die Analyse bestätigte, dass die Timornachtschwalbe eine eigene Art ist. Sie ist eine Schwester-Art der Mees-Nachtschwalbe (Caprimulgus meesi), die auf Flores und Sumba vorkommt. Von beiden Arten ist die Langschwanz-Nachtschwalbe eine Schwester-Art.
Im Vergleich zu einer cyt b-Sequenz des Holotypus der Mees-Nachtschwalbe weist die Timornachtschwalbe einzigartige Nukleotide an 52 Positionen auf. Im Vergleich zu 31 cyt b-Sequenzen der Langschwanz-Nachtschwalbe weist die Timornachtschwalbe eindeutige Nukleotide an 46 Positionen auf.

## Beschreibung
Die Timornachtschwalbe ist etwa 30 Zentimeter groß und ähnelt der Langschwanz-Nachtschwalbe. Für die morphologischen Vergleiche nutzte man 153 Exemplare von elf verschiedenen Arten und Unterarten. Für die Timornachtschwalbe wurden als diagnostisches Merkmal grob gestrichelte seitliche Scheitelfedern und kastanienbraune Ohrdecken bestimmt.
Kinn- und Kehlfedern sind in Sepia und Orange-Zimt gebändert. Die untere Kehle hat einen rein weißen Fleck in der Mitte. Die Mittelfedern an der Unterkehle sind weiß, mit breiter Spitze in Sepia und mit zimtbrauner Bänderung. Der weiße Kehlfleck wird durch ein schmales nelkenbraun bis sepiafarbenes Band mit zwei bis vier kleinen zimtfarbenen Flecken abgegrenzt. Die Federn der Stirn, des Scheitels und des Nackens haben eine bräunlich-weiße Grundfarbe. Die Mittelfedern an Stirn, Scheitel und Nacken haben einen dolchförmigem Sepia-Mittelstreifen und grobe Sepia-Flecken. Ebenso haben die seitlichen Federn an Stirn, Scheitel und Nacken schmale Sepia-Streifen entlang des Schafts. Der Scheitel ist gröber als bei den meisten Vertreter der Schlegel-Unterart der Langschwanz-Nachtschwalbe (C. macrurus schlegelii), aber weniger als beim Holotypus der Mees-Nachtschwalbe. Die unteren Nackenfedern sind Sepia in der Mitte und haben zwei oder drei zimtfarbenen Seitenstreifen. Die Augenbrauen sind schmal, orange-zimtfarben gefärbt, die Scheitelborsten haben eine gräuliche Basis, eine zimtbraune bis bräunliche Mitte und breite schwarze Spitzen. Die Lappen und Ohrdecken sindgesprenkelt mit Sepia und Zimt. Die Scheitelborsten sind gut entwickelt; neun auf jeder Seite.
Rücken, Bürzel und Oberschwanzdecken haben eine gräulich-weiße Grundfarbe und mit fein, scharf abgegrenzten Sepia Wirbeln. Das Gesamtbild der Oberseite ist weniger braun als bei C. macrurus schlegelii, aber nicht so dunkel wie beim Holotypus der Mees-Nachtschwalb, da einige Federn leicht bräunlich gefärbt sind. Die Federn am oberen Rücken haben rautenförmigen Sepia-Zentren. Die
Oberschwanzdecken haben vier bis fünf rautenförmigen Sepia-Flecken in der Mitte. Die vorderen oberen Flügeldecken haben eine Sepia-Färbung mit breitem Zimtsaum auf den Außenstegen. Einige Federn haben einen kleinen Zimt-Spitzenfleck auf den Innen- und Außenstegen. Die vorderen unteren Flügeldecken zeigen einen schmalen Zimt-Saum auf den Außenstegen, gespickt mit Sepia. Äußere Stege der vorderen unteren Flügeldecken haben einen großen, runden bis ovalen, unauffälligen Sepia-Fleck und zimt-, sepiafarbenen und grauen Balken. Die Innenseite der vorderen unteren Flügeldecken ist grau-sepia marmoriert. Die hintere oberen und unteren Flügeldecken sind grau und sepia marmoriert und haben entlang des Schafts Linien in Sepia und große Sepia-Flecken. Bauch und Brust sind hellgrau haben einen breiten Endsaum aus Rosa-Braun bis Zimt-Braun und feine nelkenbraunen Streifen. Die Unterschwanzdecken sind breit rosa-braun und nelkenbraun gestreift, wobei die Bänderung regelmäßiger ist als beim Mees-Nachtschwalbe und die nelkenbraunen Bänder sind viel breiter als bei C. macrurus schlegelii.
Die Handschwingen sind dunkelbraun (zwischen olivbraun und nelkenbraun). Der Rand der äußeren Handschwingen haben unregelmäßig geformte Flecken, die proximal zimt und distal (an der Ausrandung) rosa-braun sind. Zwei diffuse braune Flecken befinden sich an der Spitze. Die dunkelbraunen Armschwingen haben Bänder aus kleinen, unregelmäßigen Zimtmarkierungen auf inneren und äußeren Federn. Die grauen Tertiärfedern haben nelkenbraune Linien entlang des Schafts und fein abgegrenzte nelkenbraune Flecken. Die großen Oberflügeldecken sind entlang des Schafts nelkenbraun. An der Spitze haben die äußeren Federn.
Der Oberschwanz ist graubraun, mit unregelmäßig gezeichneten nelkenbraunen Balken, die in der Nähe des Schafts am breitesten und deutlichsten, in der Nähe der Fransen jedoch sehr diffus sind, und mit groben nelkenbraunen* Wirbeln. Die Grundfarbe des Oberschwanzes ist in der Nähe des Schaftes am wärmsten (zwischen Rosa-Zimt und Zimt).
Die Iris ist dunkelrotbraun oder dunkelbraun, die Füße blassbraun oder braunrot, der Schnabel schwarz und unten bräunlich.

## Stimme
Der territoriale Gesang der Timornachtschwalben besteht aus einer einzigen Note mit drei (manchmal vier) Spitzen. Wie bei anderen Stimmtypen erreicht die erste Spitze die höchste Frequenz, aber im Gegensatz zu anderen Gesangstypen, mit Ausnahme der Andamanen-Nachtschwalbe, hatten die zweite und dritte Spitze eine niedrigere Frequenz als die vorhergehende Spitze, und die zweite Tiefe war niedriger als die erste. Die erste Tiefe lag bei etwa 800 Hz, was zu einem viel größeren Frequenzabfall des ersten abwärts gerichteten Elements führte als bei der Andamanen-Nachtschwalbe (Abb. 3, Tabelle 1). Die Gesänge der Timornachtschwalbe klingen selbst für das menschliche Ohr hörbar tiefer als die der Andamanen-Nachtschwalbe. Die Gesänge sind kürzer als die aller anderen Arten, und die Gesamtdauer der Gesänge beträgt nur 0,064–0,077 Sekunden. Die Rufe werden fünf- bis sechszehnmal wiederholt, mit Pausen von ein bis zweieinhalb Sekunden. Ein Muster, das bei anderen Nachtschwalbenarten nicht bekannt ist. Ein Satz von fünf Liedern kann als choh-choh-choh-choh-choh wiedergegeben werden. Diese Gesänge klingen nicht so tief, wie die der Langschwanz-Nachtschwalbe und es fehlen die tiefen Chonk-Töne. Auch dieser Gesang ist für die Timornachtschwalbe spezifisch.

## Belege
- Ben F. King, George Sangster, Colin R. Trainor, Martin Irestedt, Dewi M. Prawiradilaga, Per G. P. Ericson: A new species of nightjar (Caprimulgus) from Timor and Wetar, Lesser Sunda Islands, Wallacea. In: Ibis. 24. Juni 2024, ISSN 0019-1019, doi:10.1111/ibi.13340.